# U-2530
U-2530 – niemiecki okręt podwodny typu XXI czasów II wojny światowej. Okręt został zwodowany 25 listopada 1944 roku w stoczni Blohm & Voss w Hamburgu i przyjęty do służby w Kriegsmarine 30 grudnia 1944 roku. Jednostka o wyporności nawodnej 1621 ton, wyposażona była w dwa główne silniki elektryczne SSW/AEG GU365/30 o łącznej mocy 5000 KM, dwa silniki elektryczne cichego napędu GW323/28 o mocy 222 KM oraz dwa silniki Diesla MAN M6V 40/46 o łącznej mocy 4000 KM.